# Scymnus apicanus
Scymnus apicanus är en skalbaggsart som beskrevs av J. Chapin 1973. Scymnus apicanus ingår i släktet Scymnus och familjen nyckelpigor.

## Underarter
Arten delas in i följande underarter:
- S. a. apicanus
- S. a. pseudapicanus